# Riec-sur-Belon
Riec-sur-Belon (en bretó Rieg) és un municipi francès, situat a la regió de Bretanya, al departament de Finisterre. L'any 2006 tenia 4.129 habitants. El 16 de desembre de 2008 el consell municipal va aprovar la carta Ya d'ar brezhoneg.

## Demografia
| Evolució de la població |       |       |       |       |       |       |       |       |
| 1793                    | 1800  | 1806  | 1821  | 1831  | 1836  | 1841  | 1846  | 1851  |
| 2 510                   | 2 625 | 2 305 | 2 591 | 2 750 | 2 855 | 2 734 | 3 110 | 3 108 |

| 1856  | 1861  | 1866  | 1872  | 1876  | 1881  | 1886  | 1891  | 1896  |
| ----- | ----- | ----- | ----- | ----- | ----- | ----- | ----- | ----- |
| 3 109 | 3 178 | 3 155 | 3 135 | 3 403 | 3 780 | 3 901 | 4 205 | 4 418 |

| 1901  | 1906  | 1911  | 1921  | 1926  | 1931  | 1936  | 1946  | 1954  |
| ----- | ----- | ----- | ----- | ----- | ----- | ----- | ----- | ----- |
| 4 619 | 4 824 | 4 939 | 4 520 | 4 532 | 4 458 | 4 301 | 4 418 | 4 206 |

| 1962  | 1968  | 1975  | 1982  | 1990  | 1999  | 2006 | 2011 | 2016 |
| ----- | ----- | ----- | ----- | ----- | ----- | ---- | ---- | ---- |
| 4 389 | 4 308 | 4 158 | 4 059 | 4 014 | 4 008 | -    | -    | -    |

| 2019 | - | - | - | - | - | - | - | - |
| ---- | - | - | - | - | - | - | - | - |
| -    | - | - | - | - | - | - | - | - |

## Administració
| Període   | Identitat          | Partit        |
| --------- | ------------------ | ------------- |
| 2001-2005 | Xavier Le Durand   | Divers droite |
| 2005-2008 | Jean-Yves Kersulec | Divers gauche |
| 2008-     | Sébastien Miossec  | Divers gauche |